# Часовня Успения Пресвятой Богородицы (Коневец)
Часовня Успения Пресвятой Богородицы или Успенская часовня — действующая православная часовня на острове Коневец в Ладожском озере. Расположена на территории Приозерского района Ленинградской области. Построена в конце XIX века. Имеет статус памятника архитектуры федерального значения.

## История и архитектура
Часовня была построена в 1899 году в 150 метрах западнее Коневского Рождество-Богородичного монастыря взамен деревянного поклонного креста, который был сломан бурей. Сооружение разместили на пути в Казанский скит.
Успенская часовня выдержана в формах русского стиля: крыльцо, шатёр, луковичная главка с крестом. При входе в часовню помещены изображения преподобного Арсения и святителя Евфимия Новгородского, с восточной стороны — образ Воскресения Христова.
Восточнее часовни находится находится могила князя Николая Манвелова, который помогал обители. Он скончался в 1856 году и завещал похоронить себя здесь. Вокруг могилы князя в советское время возникло небольшое кладбище.
Часовня отреставрирована и восстановлена, но её историческое внутреннее убранство не сохранилось.

## Галерея

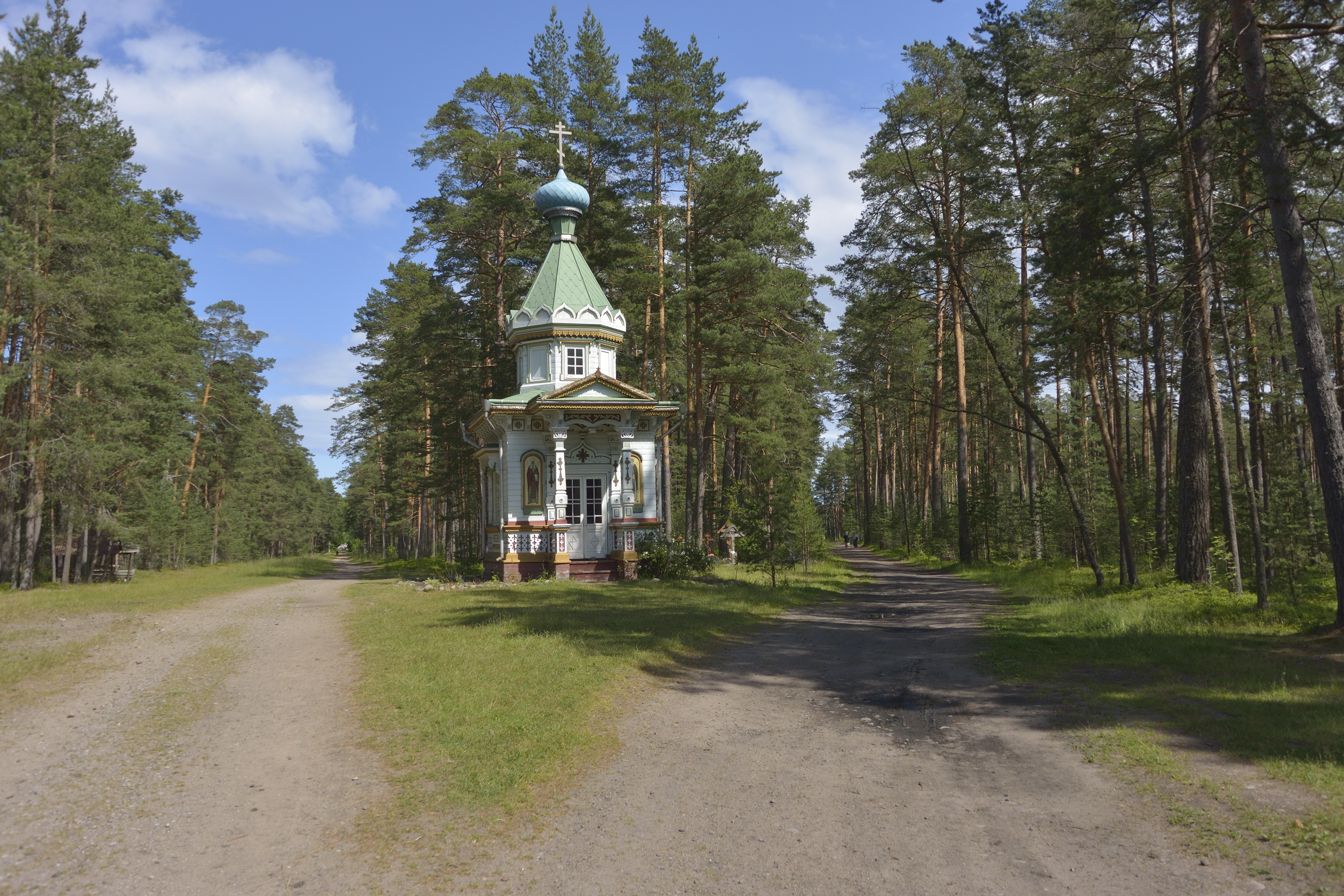
Часовня на перекрёстке дорог (2015)
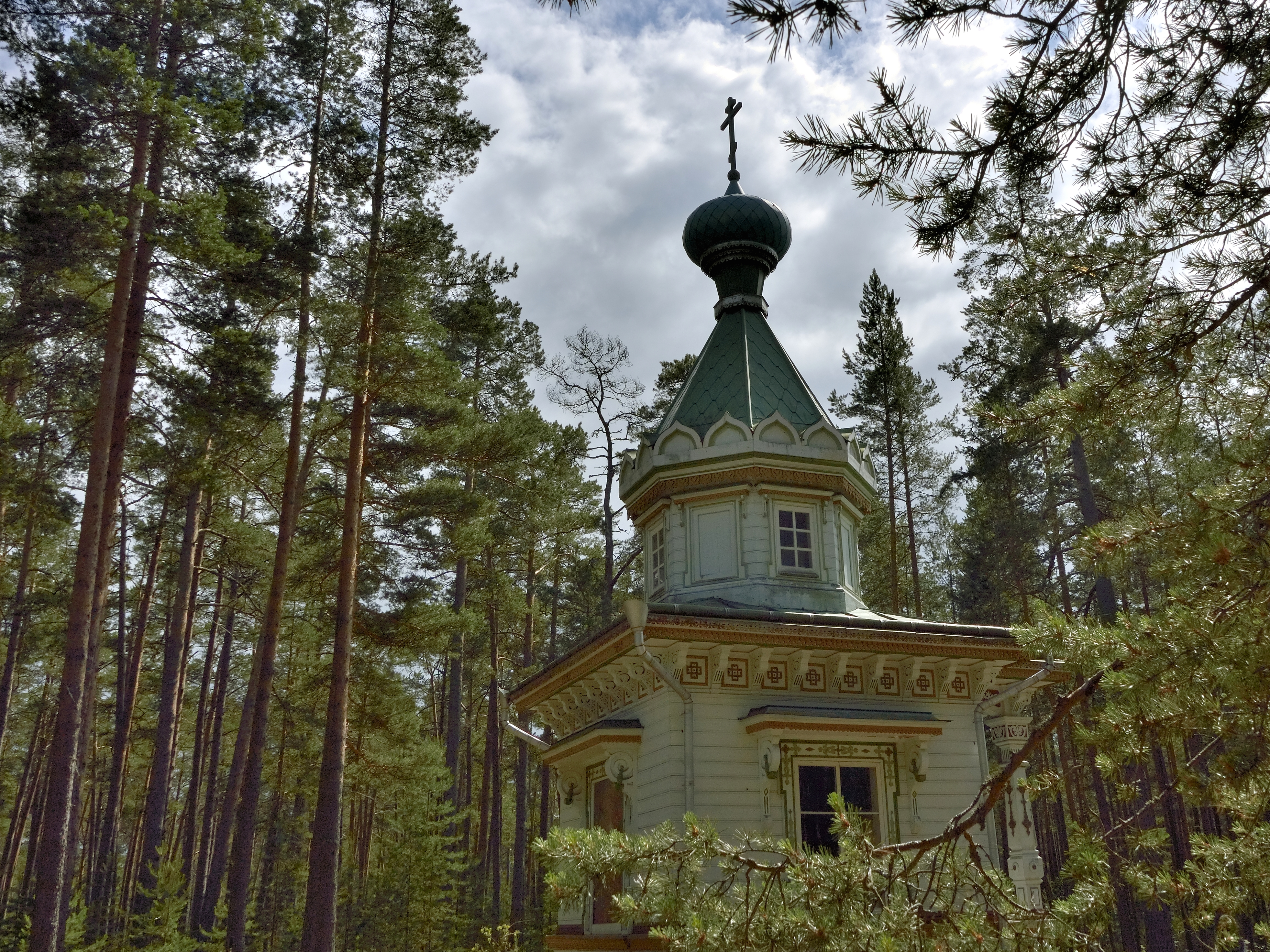
Вид на часовню со стороны леса (2015)
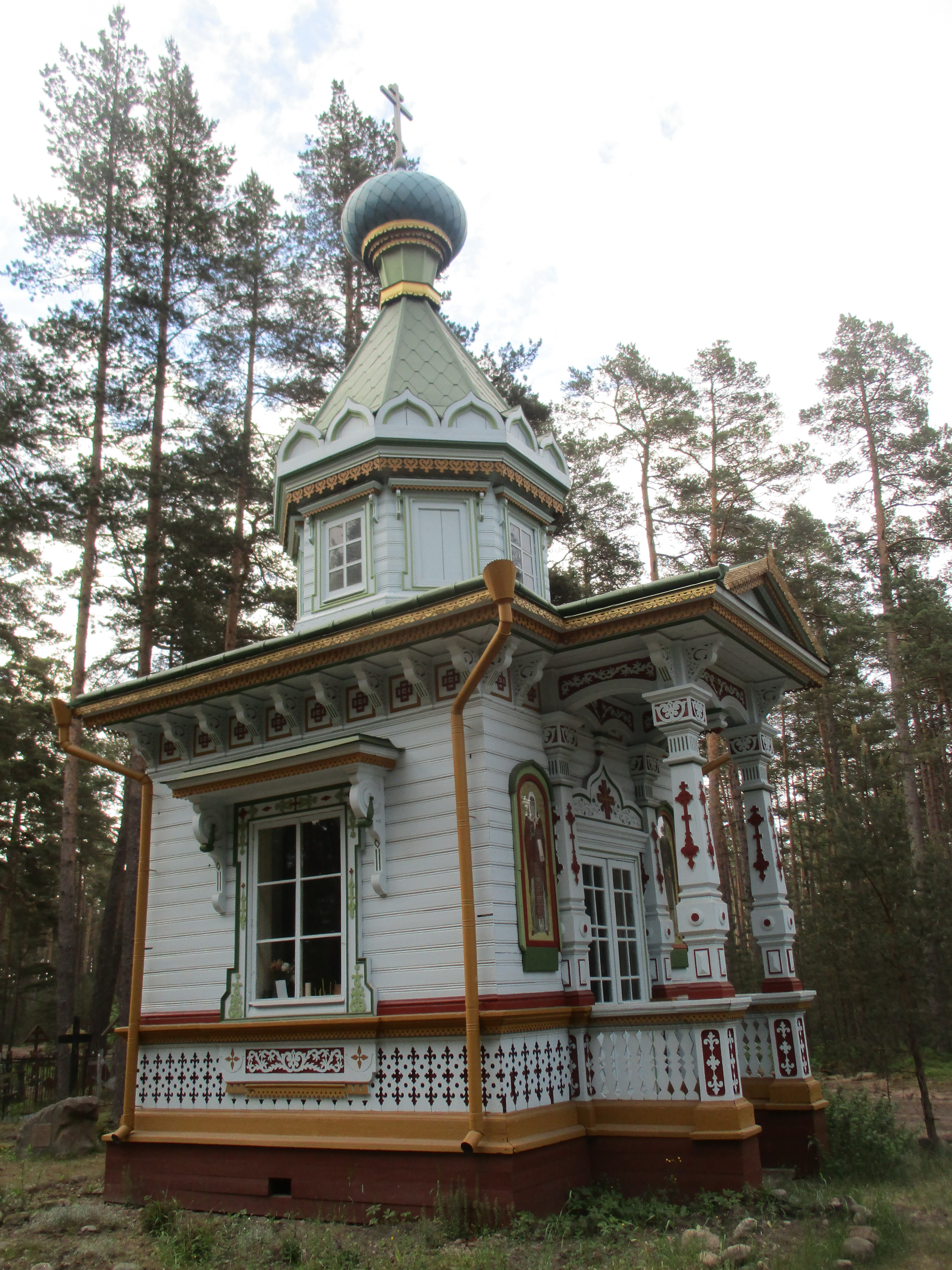
Вид крупным планом (2018)
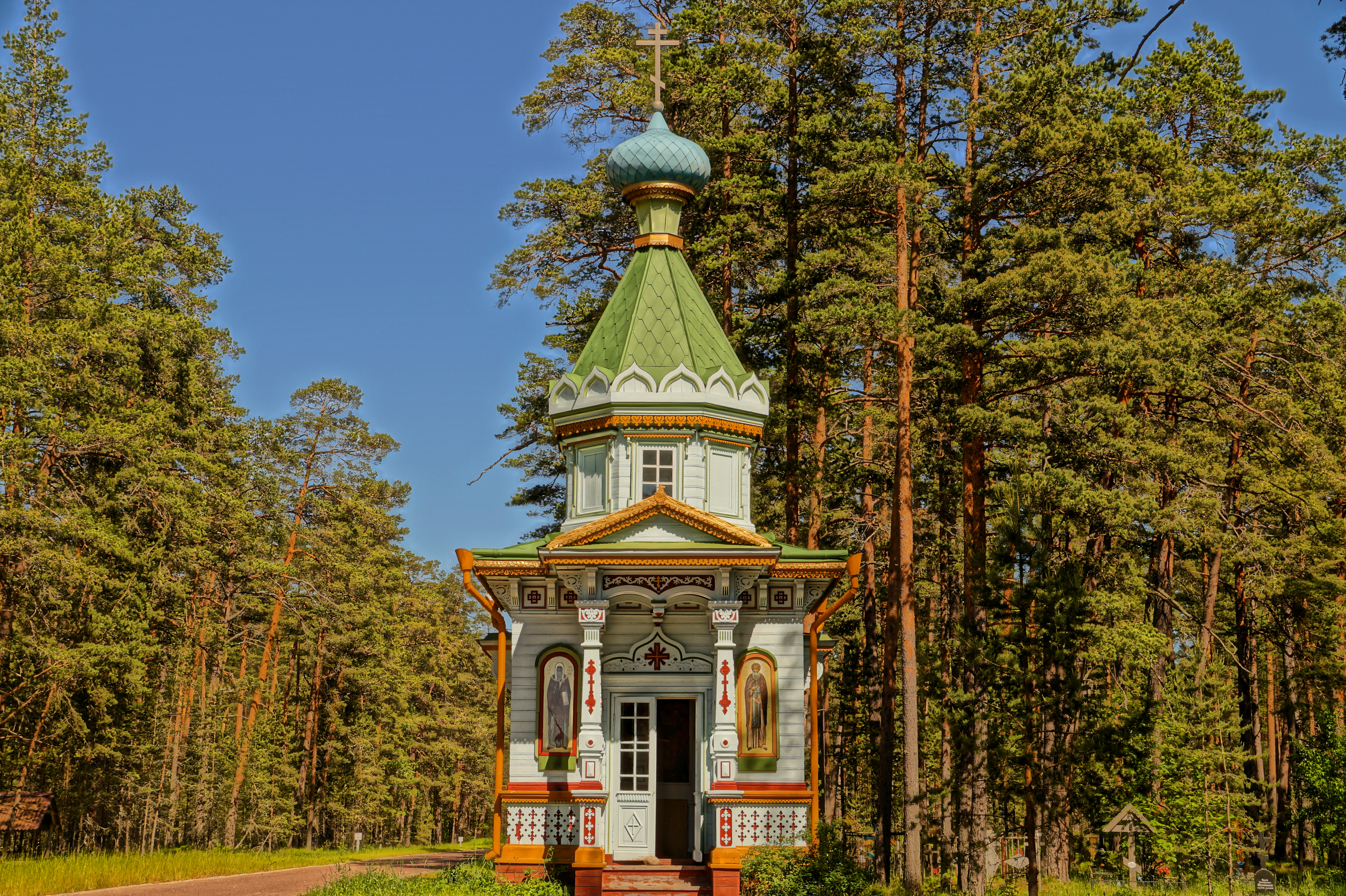
Вид в ясную погоду (2021)